# Tobias Carlsson (Fußballspieler, 1975)
Tobias Carlsson (* 25. Februar 1975 in Kalmar) ist ein ehemaliger schwedischer Fußballspieler. Der Abwehrspieler, der während seiner aktiven Laufbahn in Schweden und Norwegen auflief, wurde mit Kalmar FF jeweils einmal schwedischer Meister und Pokalsieger. Insgesamt spielte er 17 Spielzeiten für den Klub und bestritt dabei fast 300 Ligaspiele.

## Werdegang
Carlsson begann mit dem Fußballspielen bei Färjestadens GoIF, ehe er 1993 zum Kalmar FF wechselte. In den folgenden Jahren erlebte er mit dem Klub Höhen und Tiefen. 1996 stieg die Mannschaft in die Drittklassigkeit ab, konnte aber nach dem direkten Wiederaufstieg bis in die Allsvenskan durchmarschieren. Dort wurde der Klassenerhalt und in der folgenden Spielzeit der Wiederaufstieg verpasst. 
Carlsson verließ nach Ende der Spielzeit 2000 Kalmar FF und die Superettan. Neuer Arbeitgeber wurde der norwegische Klub Molde FK. In der Tippeligaen avancierte er über weite Strecken der Spielzeit zum Stammspieler und kam in seiner Debütspielzeit zu 23 Erstligaeinsätzen. Nachdem die Mannschaft in der folgenden Spielzeit mit Spielern wie seinen Landsmännern Eddie Gustafsson und Magnus Kihlberg verstärkt worden war, gelang die Vizemeisterschaft hinter Rosenborg BK und dadurch die Qualifikation für den UEFA-Pokal. Im Wettbewerb 2003/04 kam er in den ersten vier Spielen der Mannschaft zum Einsatz, nachdem sich diese in der Qualifikationsrunde gegen KÍ Klaksvík durchsetzen konnte und in der ersten Hauptrunde auf UD Leiria traf.
Zur Spielzeit 2004 kehrte Carlsson nach Schweden zu seiner ersten Profistation Kalmar FF zurück. Hier etablierte er sich als Stammspieler und musste nur wegen eines Platzverweises mehrere Spiele aussetzen. Auch in den folgenden Jahren gehörte er zum Stammpersonal in der Vierkette von Trainer Nanne Bergstrand. 2007 erreichte er mit der Mannschaft das Finale um den Landespokal, in dem er an der Seite von Arthur Sorin, Patrik Rosengren und Mikael Eklund den Finalgegner IFK Göteborg am Toreschießen hinderte und somit zum 3:0-Erfolg über den Meister beitrug.
In den folgenden Jahren rückte Carlsson zunächst ins zweite Glied. In der Spielzeit 2008, an deren Ende er mit dem Klub erstmals in der Vereinsgeschichte den Lennart-Johansson-Pokal als schwedischer Meister holte, bestritt er 18 Ligapartien und im folgenden Jahr elf Saisonspiele. Anschließend kehrte er in die Stammformation von Trainer Nanne Bergstrand zurück und verpasste in der Spielzeit 2011 keine Spielminute. Während die Mannschaft in der Liga kaum an den großen Erfolg anknüpfte, zog sie im selben Jahr ins Pokalendspiel ein. Dort war er an der Seite von Petter Wastå, Henrik Rydström, Erik Israelsson und Daniel Mendes dem Meister Helsingborgs IF mit einer 1:3-Niederlage unterlegen.
Verletzungsbedingt kam Carlsson in der ersten Hälfte der Spielzeit 2012 zu keinem Spieleinsatz. Daraufhin verkündete er Ende Juli des Jahres das Ende seiner aktiven Spielerlaufbahn.